# Luciano Capelli
Luciano Capelli SDB (ur. 19 października 1947 w Cologna di Tirano) – włoski duchowny rzymskokatolicki posługujący na Wyspach Salomona, w latach 2007–2023 biskup Gizo.

## Życiorys
W 1960 wstąpił do zgromadzenia salezjanów i w 1965 złożył w nim śluby zakonne. Po ślubach wyjechał jako misjonarz do Filipin i studiował w salezjańskim seminarium w Lagunie. Po ukończeniu studiów pracował w tymże seminarium jako wykładowca. W 1971 powrócił do Włoch i tam przygotowywał się do kapłaństwa. Święcenia kapłańskie przyjął 29 czerwca 1975. Po święceniach ponownie wyjechał do Filipin i podjął pracę w salezjańskiej szkole technicznej w Manili (w latach 1985–1991 był dyrektorem tejże uczelni). W 1991 został mianowany rektorem domu salezjańskiego w Manili, zaś dwa lata później został przełożonym filipińskiej prowincji zakonu. W 1999 wyjechał na Wyspy Salomona i objął stanowisko dyrektora szkoły technicznej w Honiarze.
5 czerwca 2007 został prekonizowany biskupem diecezji Gizo, zaś 21 października 2007 przyjął sakrę biskupią z rąk kard. Josepha Zen Ze-kiun.
16 czerwca 2023 papież Franciszek przyjął jego rezygnację z pełnionej funkcji.